# Sobre el vol
"Sobre el vol" (títol original en anglès "Concerning Flight") és l'onzè episodi de la quarta temporada, i el 79è del total de la sèrie de televisió de ciència-ficció estatunidenca Star Trek: Voyager. El guió fou escrit per Jimmy Diggs i Joe Menosky, i fou dirigit per Jesús Salvador Treviño. Fou emès a la televisió el 26 de novembre de 1997 a la cadena UPN. 
Ambientada al segle XXIV, la sèrie segueix les aventures de la tripulació de la Flota Estel·lar i els Maquis de la nau estel·lar USS Voyager després de quedar encallats al Quadrant Delta a desenes de milers d’anys llum de distància de la resta de la Federació. En aquest episodi la tripulació ha de recuperar béns robats.
L'actor John Rhys-Davies és l'estrella convidada com a Leonardo da Vinci hologràfic.

## Argument
Un enemic utilitza un feix transportador d'alta energia per robar tecnologia valuosa de la Voyager, incloent-hi el nucli del seu ordinador i l'holoemissor mòbil del Doctor. La capitana Janeway i la tripulació rastregen els béns robats fins a un món alienígena que és un centre comercial actiu. Quan Tuvok i Janeway es teleporten per buscar-los, es troben amb el Leonardo da Vinci hologràfic del programa holocoberta de Florència de Janeway, que s'havia descarregat a l'emissor mòbil. Creient que es troba a l'Amèrica del segle XVI, Leonardo ha establert una relació amb un "mecenes" ric. Està constantment sorprès per les meravelles tecnològiques d'aquest "Nou Món".
Chakotay interroga un comerciant local i s'assabenta que un home anomenat Tau ven armes i tecnologia que roba de naus que passen. Resulta que Tau és el mecenes de Leonardo. Fent-se passar per comprador, Janeway assisteix a una de les festes de Tau, on Tau revela que té el nucli de l'ordinador de la "Voyager" a la venda. Armats amb els precisos mapes topogràfics de la regió de Leonardo, Tuvok i Set de Nou localitzen la instal·lació d'emmagatzematge on es guarda el processador, però un camp de dispersió al seu voltant fa que el transport sigui impossible. Acorden que Janeway haurà d'infiltrar-se a la instal·lació i iniciar una sobrecàrrega que produirà un senyal prou fort perquè el feix del transportador s'hi fixi. Malauradament, Tau sent Janeway parlant amb la "Voyager" i li apunta amb una arma. Leonardo deixa inconscient a Tau, i després ell i Janeway fugen cap a la instal·lació.
Un cop troben el processador, Janeway executa amb èxit el pla de Tuvok, però un guàrdia armat impedeix que la parella es teleporti amb l'ordinador. Janeway deixa inconscient el guàrdia. Leonardo ha rebut un tret, però en ser un holograma, ha sortit il·lès. No pot comprendre això i exigeix una explicació. Janeway li recorda que és un pobre aprenent que no pot superar el seu mestre, i explica que hi ha coses que ella entén i ell no. Utilitzen un transportador de lloc a lloc per teleportar-se a una bona distància al camp. Pugen a bord d'un planador d'ala fixa construït per Leonardo i s'enlairen, just quan els guàrdies de Tau obren foc. Finalment, la "Voyager" aconsegueix apropar-se prou al planeta per teletransportar-se a bord de la capitana i el seu mentor. 

## Actors convidats
- John Rhys-Davies - Leonardo da Vinci
- John Vargas - Tau
- Don Pugsley - Visitant alienígena
- Doug Spearman - Comprador alienígena

## Recepció
El 2020, The Digital Fix va qualificar el "Sobre el vol" com una "aventura hologràfica encantadora" i el va elogiar per la seva exploració del personatge de la capitana Janeway.
Tor.com li va donar un 6 sobre 10, assenyalant que els actors "Rhys-Davies i Kate Mulgrew estan increïbles junts" però esperava més de la resta de la història.

## Llançaments
El 2017, la sèrie de televisió completa Star Trek: Voyager es va publicar en una caixa recopilatòria de DVD amb característiques especials.